# Fortuna (nome)
Fortuna  è un nome proprio di persona italiano femminile.

## Varianti
- Alterati: Fortunella
- Maschili: Fortuno[1][2]

### Varianti in altre lingue
- Catalano: Fortuna[3]
- Inglese: Fortuna[4], Fortune[4][5]
- Spagnolo: Fortuna[3]

## Origine e diffusione
Si basa sul termine latino fortuna ("fato", "sorte", "caso"), portato come nome dalla dea romana della sorte; etimologicamente, è legato ai nomi Fortunato e Fortunio.
Il nome è presente in tutta Italia, ma concentrato per quattro quinti in Campania, specie nella zona di Napoli; tale diffusione è dovuta principalmente al culto verso santa Fortunata, popolarmente chiamata anche "santa Fortuna", e in misura minore anche al suo significato augurale. L'uso di questo nome è attestato anche in altre lingue, fra cui inglese (dal XVI secolo), catalano e spagnolo.

## Onomastico
Nessuna santa ha mai portato il nome Fortuna, che quindi è adespota. L'onomastico viene talvolta posto in concomitanza di quello dei nomi Fortunato e Fortunata, ad esempio il 14 ottobre in memoria di san Fortunato, vescovo di Todi, oppure il 15 ottobre in onore di santa Fortunata, martire a Cesarea in Palestina sotto Diocleziano.

## Persone
- Fortuna, cantante brasiliana